# Agathomyia fulva
Agathomyia fulva är en tvåvingeart som först beskrevs av Johnson 1908.  Agathomyia fulva ingår i släktet Agathomyia och familjen svampflugor.
Artens utbredningsområde är New Hampshire. Inga underarter finns listade i Catalogue of Life.